# Paralelo 80 sur
El Paralelo 80 Sur es un paralelo que está 80 grados al sur del plano ecuatorial de la Tierra. Atraviesa la Antártida y algunas de sus plataformas de hielo.

## Dimensiones
Conforme el sistema geodésico WGS 84, en el nivel de latitud 80° Sur, un grado de longitud equivale a 19,39 km; la extensión total del paralelo es por lo tanto 6.981 km, cerca de 17,42% de la extensión del Ecuador, del cual ese paralelo dista 8.885 km, distando 1.117 km del polo sur. En 78% de su extensión pasa sobre tierras de la Antártica.

## Cruzamientos
Comenzando por el meridiano de Greenwich y tomando la dirección este, el paralelo 80° Sur pasa sucesivamente por:
| País, territorio o mar          | Notas                                                                           |
| ------------------------------- | ------------------------------------------------------------------------------- |
| Antártida Oriental              | Pasa al sur de la barrera de hielo Amery, Tierra de Wilkes y Tierra de Victoria |
| barrera de hielo de Ross        | Pasa al sur de la Isla de Ross                                                  |
| Antártida Occidental            | Tierra de Marie Byrd                                                            |
| barrera de hielo Filchner-Ronne | Isla Berkner                                                                    |